# 腹絞痛
腹绞痛（英語：abdominal angina）是指因流向腹腔动脉、肠系膜上动脉、肠系膜下动脉或周围器官的血流减少导致的进食后腹痛。症状包括腹痛、体重减轻、腹泻、恶心、呕吐，以及因进食引发疼痛而产生的厌食。
消化道依赖腹腔动脉、肠系膜上动脉及肠系膜下动脉供血，当这些动脉阻塞或狭窄，无法提供充足血流时就会引发腹绞痛。性别、年龄、吸烟、高血压、糖尿病和高脂血症是其风险因素。
肠绞痛的诊断须经影像学检查证实存在血管狭窄性病变。鉴别诊断需涵盖胃食管反流病、食物不耐症、便秘、胰腺炎、腹腔脓肿、阑尾炎、肠易激综合征、胃肠炎、肝炎与胃肠道炎症等疾病。慢性肠系膜缺血需通过手术重建血运和治疗，具体治疗手段包括血管支架置入、主动脉动脉内膜切除和动脉搭桥。
腹绞痛从症状出现到接受治疗通常存在约一年的延迟，常引发营养不良或肠梗死等并发症。该病在女性中更为常见，男女患病比例为3:1，平均发病年龄为60岁。1918年，Baccelli医生首次将腹绞痛描述为进食后出现的下腹部疼痛。